# Herpsilochmus sticturus
Herpsilochmus sticturus е вид птица от семейство Thamnophilidae.

## Разпространение
Видът е разпространен в Бразилия, Венецуела, Гвиана, Еквадор, Колумбия, Суринам и Френска Гвиана.